# Рождественские встречи (альбом, 1992)
«Рожде́ственские встре́чи» — двойной сплит-альбом Аллы Пугачёвой и нескольких певцов и музыкальных коллективов, участвовавших в концертной программе «Рождественские встречи» в конце 1991 года, вышедший в 1992 году. Тринадцатый студийный альбом Аллы Пугачёвой.

## Об альбоме
Первый диск состоит из песен в исполнении Аллы Пугачёвой, второй — из композиций различных участников шоу. Считается двенадцатым студийным альбомом певицы; издан в 1992 году. Второй двойной виниловый альбом, выпущенный под названием «Рождественские встречи». На CD не издавался.

## Список композиций

### Диск 1 (Алла Пугачёва)
1. Ты не мужчина (музыка и слова О. Лебедевой)
2. Если я делаю тебе хорошо (музыка и слова О. Лебедевой)
3. Беглец (музыка и слова И. Николаева)
4. Кристиан (В. Окороков — А. Шаганов)
5. Озеро надежды (музыка и слова И. Николаева)
6. Мимоходом ( А. Пугачёва —И. Николаев)
7. Не оставляй меня одну (музыка и слова О. Лебедевой)
8. Рождественский бал (М. Минков — Ю. Рыбчинский)

### Диск 2 (различные исполнители)
1. Нечёсанная Русь (А. Смирнов — С. Романов) — Александр Кальянов
2. Жёлтый дым (музыка и слова А. Минцковской) — Анастасия
3. Я верю в тебя (Н. Вильданов — В. Миклошич) — группа «А-студио»
4. Королева ночь (В. Акимов — А. Захаров) — группа «Мономах»
5. Стюардесса Жанна (В. Пресняков-мл. — И. Резник) — Владимир Пресняков-мл.
6. Тома (музыка и слова А. Константиновского) — кабаре-дуэт «Академия»
7. Самая красивая (А. Буйнов — В. Маликов) — Александр Буйнов
8. Такой простой соседский паренёк (Ю. Варум — К. Крастошевский) — Анжелика Варум
9. Мама, давай (музыка и слова А. Иванова) — группа «Рондо»
10. Я не спас тебя (С. Челобанов — И. Резник) — Сергей Челобанов и группа «H-Band»